# 강타
강타(Kangta, 본명: 안칠현, 본명 한자: 安七炫, 1979년 10월 10일~)는 대한민국의 가수, 음악 프로듀서, 배우이다. 보이 그룹 《H.O.T.》의 메인보컬이었으며 각각으로써 프로젝트 음악 그룹 《S》와 《강타 & 바네스》의 구성원이었다.
대표적인 1세대 한류스타로 중화권에서 큰 인기를 누렸다. 2005년부터 SM 엔터테인먼트의 이사(Creative director)이며, 2023년에는 KMR의 CIC인 SMASHHIT의 총괄 프로듀서(Chief Producer)를 맡았다. 강타는 H.O.T. 멤버 중 가장 많은 누적 음반 판매량을 기록하고 있으며 가장 많은 수상 실적을 보유하고 있는 등 해체 이후 가장 성공적인 커리어를 가지고 있다. 또한 H.O.T. 멤버 중 유일하게 한국음악저작권협회의 정회원이다.

## 학력
- 서울오륜국교[3] (졸업)
- 오금중학교 (졸업)
- 오금고등학교 (졸업)
- 동국대학교 연극영화학과 (학사)[4]
- 동국대학교 문화예술대학원 공연영상학 (석사과정)

## 성장 과정
강타(안칠현)는 1979년 10월 10일에 대한민국 서울특별시 강동구 방이동(1988년 1월 1일 이후 지금의 대한민국 서울특별시 송파구 오륜동)에서 2남 1녀 가운데 막내(차남)로 태어났다. 형제로는 누나와 형이 있다. 원래 부모님이 정해놓은 이름은 '안희성'란 이름으로 아버지가 돌림자를 넣은 이름을 받기 위해 고향 본가에 간 사이 우연히 지나가던 작명가가 '남들이 우러러볼 성공을 7번 한다'는 뜻으로 일곱 칠(七), 빛날 현(炫) 자를 써서 칠현이라는 이름을 지어주었다. 아버지가 희성이라는 이름을 받아왔을 때는 이미 가족들이 칠현이라는 이름에 익숙해져 있었던터라 그대로 쓰게 되었다고 한다.
그는 평범하게 진로를 선택하길 바랬던 부모님의 기대와는 달리 메탈리카, 사이먼 앤 가펑클, 건스 앤 로지스 같은 록 음악을 처음 접하고, 음악에 빠져들었다. 그리고 중학생 시절에는 아르바이트 한 돈을 모아 낙원 상가에서 앰프랑 펜더 기타를 구입했다. 이후 우연히 보이즈 투 멘의 음악을 듣게 된 그는 흑인음악에 관심을 갖게 되고 점차 가수의 꿈을 키워갔다. 중학교 때부터 오디션을 보기 위해 노래방에서 녹음한 테이프와 친구들과 같이 춘 춤을 비디오카메라로 녹화했고, 이때 듀스를 동경한 그는 지구레코드 등 10여 군데 정도 되는 음반사를 직접 찾아다녔지만 너무 어린 나이 때문에 상대도 해주지 않거나 비웃는 듯이 코웃음을 치는 일들이 번번했다고 한다. 중학교 3학년에 된 1994년 말에 친구들과 “아 우린 너무 어려서 안 되나보다”하고 포기할 즈음에 롯데월드에서 한 명함을 받게 됐는데 그 명함이 바로 SM 엔터테인먼트 명함이였다. 당시 현진영과 유영진이 속해 있고 유명 방송인이자 가수였던 이수만이 대표란 말에 왠지 믿음이 가 곧장 친구들과 오디션을 보게 된 강타는 홀로 합격하게 된다.
H.O.T. 멤버를 선발하는 연습생으로 제일 먼저 합류하게 된 강타는 그의 뒤를 이어 오디션에 합격한 문희준과 함께 유영진의 "너의 착각" 무대 백댄서로 활동했었다. 이후 1년 7, 8개월여 정도 연습을 거쳐 H.O.T. 최종 멤버로 선발됐다.

## 경력

### H.O.T. 활동
강타는 H.O.T.로서 1996년 9월 7일 데뷔한다. 스스로 자고 일어나니 유명해졌다고 말할 정도로 단번에 큰 성공을 거두고 승승장구한다. 각종 대상을 휩쓸었으며 특히 세 번째 정규 앨범 《Resurrection》에서는 강타의 자작곡 '빛'으로  아이돌 그룹으로서는 사상 최초로 그랜드슬램과 트리플 크라운을 달성한다.
2001년 5월 H.O.T.멤버 3인이 소속사와의 재계약 불발로 회사를 떠남에 따라 H.O.T.는 해체한다.

### 2001-2007: 솔로 및 프로젝트 그룹 활동, 대표적인 한류스타로서의 활약
강타는 2001년 8월 16일 정규 1집 《Polaris》을 발매하고, 타이틀곡 "북극성"으로 솔로 활동을 시작했다. 이 앨범은 전곡 중에서 7곡을 작사·작곡·편곡을 했고 프로듀싱까지 담당하는 등 그동안의 아이돌 이미지에서 전문적인 뮤지션으로서 출발한 앨범으로 음반 시장의 불황이 시작된 시기에도 출시 1주일 만에 30만장의 판매고를 올려 음반판매 1위를 기록하며, 50만장에 근접한 판매량을 보이며 큰 성공을 거뒀다. 동년 12월에는 SM 엔터테인먼트 소속 가수들과 중국 베이징과 상하이 공연을 시작으로 본격적인 중국 진출에 나섰다.
2002년 3월 4일부터 10월 20일까지 그는 KBS 제2FM에서 《강타의 자유선언》의 메인 DJ를 맡아 처음으로 라디오 DJ에 도전했으며, 10월 21일부터 2003년 4월 20일까지는 신혜성과 더블 DJ를 맡았다. 이후 3월에는 장선우 감독의 영화 《성냥팔이 소녀의 재림》에 여주인공 성소(임은경 분)이 사랑하는 가수 가준오 역할로 캐스팅돼 카메오 출연했다. 동년 8월 1일에 그는 1년여 만에 정규 2집 《Pine Tree》을 발매하였고, 1집과 마찬가지로 앨범의 70% 이상을 자작곡으로 수록했다. 앨범 발표 이후 방송활동에 앞서 그의 첫 단독 콘서트 KANGTA 1ST CONCERT "Pine Tree"가 잠실실내체육관에서 8월 23일과 24일 양일간 3회에 걸쳐 열렸다.
2003년에는 친구인 신혜성, 이지훈과 프로젝트 그룹 S를 결성하였고, 첫 정규앨범 《Fr.in.Cl.》을 발매하였다. 이듬해 2004년에는 중국 드라마 《마술기연》에 출연하며 중국에서 배우로 데뷔했다.
강타는 2005년 3월 4일 정규 3집 앨범《Persona》로 2년 6개월여 만에 솔로 앨범으로 컴백했으며, 이번 앨범도 전곡 중 8곡을 자작곡으로 채워냈다. 허나 앨범을 발표하고 본격 활동을 시작한 시점에 과로로 인한 급성후두염으로 입원을 하게 되면서 병원신세를 지기도 했다. 또한 3월 중순에는 중국에서 중국판 버전의 앨범을 발매했으며, 소속사 SM 엔터테인먼트가 중국 최대 레코드회사인 중국창편총공사, 광동 성문 문화전파유한공사와 강타 3집에 대한 라이센스 계약을 체결하면서 중국창편총공사로부터 선주문 50만장을 받는 대박을 터트렸다. 선주문 50만장의 중국에서도 이례적인 수치로 기록되고 있어 강타의 중국 음반시장에서의 위치와 가치를 보여주는 것으로 이번 주문량은 한국 가수로서 최대 선주문 기록이다. 앨범 발표 이전인 2005년 2월 26일에는 중국 베이징 수도체육관에서 열린 국가판권국 저작권 보호 스타 콘서트에 한국 가수 대표로 참석했다. 이후 5월에는 중국에서 발매될 3집 ‘PERSONA’와 중국 첫 단독 콘서트인 ‘애심(愛心) 순회 콘서트’ 소개를 가진 기자회견을 마친 후 1000여명의 팬들과 팬미팅을 가졌다. 또한 새앨범 출시와 함께 2005년 5월부터 KBS2 미니시리즈 《러브홀릭》의 남주인공으로 캐스팅되며 국내에서 배우로 정식 데뷔했다. 극중 선생님과 사랑하게 되는 고등학생 제자인 강욱 역할을 맡아 열연했으며, 진솔한 연기를 위해 배우로서는 본명인 ‘안칠현’을 사용하겠다고 밝히기도 했다. 동년 8월에는 SM 엔터테인먼트와 연장 계약을 맺고 제3자배정을 통해 SM 주식 2만주를 취득했다. 그동안 회사에 대한 공헌도를 인정받아 (비등기)이사직에도 올라, 주주로서 회사 경영에 참여하게 됐다. SM은 “강타와 SM의 관계는 단순한 회사와 연예인의 관계가 아니라 사업의 동반자로서의 관계를 굳건히 하기 위하여 강타의 재계약금 일부로 SM엔터테인먼트 주식을 취득해 주주로서도 참여하게 되어 SM엔터테인먼트의 성장에 더욱 기여할 것으로 기대된다”라고 언급했다. 동년 12월에는 외교통상부 주최의 ‘한·아세안 대화관계 수립 15주년 기념 한류스타 아세안 국가 순회행사’의 일환으로 태국과 라오스를 방문하였고, 이에 앞서 반기문 외교부 장관으로부터 감사패를 수여 받았다.
2006년에는 타이완의 아이돌 그룹 F4의 멤버 우젠하오 (바네스)와 프로젝트 그룹인 강타 & 바네스를 결성하고 첫 정규 1집 《Scandal》을 발매하고 동년 5월 6일 태국 방콕의 로열 파라곤홀에서 열린 2006 MTV 아시아 어워드에서 타이틀곡 "Scandal"로 이날 공연의 엔딩을 장식하며 첫 공식석상에 나섰다. 쇼케이스 후에는 타이완, 중국, 홍콩, 말레이시아 등에서 공연 및 프로모션을 진행하며 주로 중화권에서 활동하였으나, 대한민국에서도 활동을 병행했다. 동년 7월 18일 리패키지 앨범을 출시 후에는 9월 9일과 10일에 중국 베이징 인민대회당에서 콘서트를 개최했다. 동년 12월에는 2007 한·중 교류의 해’를 맞아 문화교류홍보대사로 위촉됐다. 이듬해 2007년 출연한 중국 드라마 《정가네 여자들 경사 났네》는 중국 CCTV가 자체 제작 작품으로 추석 시즌에 방송돼 경쟁 프로그램을 물리치고 최고시청률을 기록했으며, 중국 내에서 엄청난 인기로 인해 지난 설에 재방송되기도 했다.
강타는 2008년 3월 12일 첫 싱글 앨범 《Eternity - 永遠》을 발매했다. 이 앨범에는 강타 작사·작곡·편곡의 타이틀곡 "어느날 가슴이 말했다" 이외에 지난해 12월에 소녀시대 정규 1집에 참여했던 태연과의 듀엣곡 "7989"를 수록했다. 또한 군입대를 앞둔 그의 마지막 음반으로 3년 만에 발표하는 솔로 앨범이기도 하다. 동년 3월 29일에는 연세대학교 대강당에서 단독 콘서트를 개최했다.

### 2008-2010: 군복무
강타는 2008년 4월 1일 대한민국 육군 현역병으로 입대하였고, 육군 제8보병사단 수색대대 수색대대에서 2년 간의 병역 의무를 수행했다. 대학원 졸업의 학력때문에 당초 행정병으로 배치되었지만 본인의 희망에 따라 수색대로 배치되었다. 또한 일병 때는 연예병사가 아님에도 뮤지컬 '마인' 공연을 위해 차출되어 대한민국 육군본부 뮤지컬중대에서 군 생활을 보냈다. 이후에는 훈련은 훈련대로 뛰고 포천시나 부대에 무슨 행사만 있다하면 불려다니는 이중고를 겪다가 전역했다.

### 2010-2019: 한국과 중국을 넘나든 활동과 H.O.T. 콘서트
군제대 이후, 그는 팬들의 응원에 보답하는 의미로 2010년 2월 20일 서울을 시작으로 중국 베이징, 일본 도쿄에서 팬미팅을 개최, 아시아 3개국을 순회하며 팬들의 성원에 보답했다.
강타는 2010년 MBC 《황금어장 - 황금어장 라디오스타》 출연 이후 소속사 SM 엔터테인먼트 합동 공연 등에 출연하며 가수로서 무대에 섰으며, 같은 해 9월 13일에는 중국 미니앨범 《靜享七樂》을 발매했다.
이듬해인 2011년 5월에는 상해동금문화전파 유한공사가 제작하는 중국 고대 궁중 사극 《제금》의 남주인공으로 발탁, 외국 배우 최초로 중국 황제 역으로 열연했다. 이후로 주로 중국에서 활동을 하다가 2012년에 2년 만에 국내 무대에 컴백해 보이스 코리아 시즌1에 신승훈, 백지영, 길과 심사위원으로 활약하였다. 이후 2013년 방송된 시즌2에도 출연했다.
2013년에는 드라마 《그 겨울, 바람이 분다》의 OST 감독을 맡아, 그의 자작곡(태연의 '그리고 하나', 예성의 '먹지')을 포함해 다양한 감성을 느낄 수 있는 7곡의 음악들을 프로듀싱했다.
2014년에 프로젝트 그룹 S로 11년여만에 컴백했고, 첫 미니앨범 《Autumn Breeze》을 발매하였다. 강타는 전곡의 작사, 작곡은 물론 프로듀싱을 담당했다.
이후 그는 2016년 6월부터 MBC 표준FM 《강타의 별이 빛나는 밤에》의 제 25대 DJ를 맡았으며, 동년 11월 13일에는 첫 미니 1집 《'Home' Chapter 1》를 발매했다. 지난 2008년 3월 발표한 첫 싱글 《Eternity - 永遠》 이후 무려 8년 8개월 만의 새 앨범이기도 하다.  앨범 발매를 앞둔 동년 11월 4일부터 6일까지는 데뷔 20주년을 맞이해 SMTOWN THEATRE에서 '보통의 날' 단독 콘서트를 개최를 발표했다. 예매 당시 발매 직후 7분만에 매진을 기록하여 추가로 2회 더 공연하였고, 부산에서도 2회 공연했다.
2018년 2월에는 《무한도전 토토가3》으로 H.O.T.가 17년 만에 완전체로 무대에 섰다. 동년 8월에는 뮤지컬 '매디슨 카운티의 다리'의 남자 주인공 '로버트 킨케이드'역으로 상업 뮤지컬에 데뷔했다. 그리고 10월 13일과 14일에는 양일간 서울올림픽주경기장에서 재결합 콘서트 '2018 Forever High-five Of Teenagers Concert' 무대에 올라 10만여명의 팬들 앞에서 H.O.T.의 메인보컬로서 컴백하였다.
강타는 약 1년여 만인 2019년 9월 21일과 22일, 23일 3일간 서울 고척스카이돔에서 '2019 High-five Of Teenagers' 콘서트로 다시 H.O.T. 멤버들과 다시 무대에 섰다.

### 2021-2023: 데뷔 25주년 기념 프로젝트 및 음악활동
2021년 데뷔 25주년 기념 프로젝트로 《Freezing》, 《7월의 크리스마스 (Christmas in July)》, 《아마 (Maybe)》, 《Slow Dance》라는 디지털 싱글을 차례로 발표하였다. 더불어 SM STATION으로 《감기약 (Cough Syrup)》을 발표하였고 SM 리마스터링 프로젝트를 시작하는 《자유롭게 날 수 있도록 2021 (Free to Fly 2021)》도 발표했다.
2022년 8월 17일 그는 구글코리아가 온라인으로 개최한 제2회 ‘구글 포 코리아’ 행사에 NCT 태용과 K팝 아티스트를 대표하는 스피커로 참석하였으며, ‘유튜브와 K팝의 동반 성장사’를 주제로 발표했다. 동년 9월 7일에는 데뷔 26년을 맞아 신곡 외에 앞서 데뷔 25주년 프로젝트로 선보인 싱글곡을 모은 정규 4집 《Eyes On You》을 발매했다. 무려 17년 만의 정규 앨범으로 앨범 발매 당일 저녁 7시부터는 본인의 유튜브 공식 채널 'KANGTA'를 통해 'KANGTA 'Eyes On You' Comeback Live'를 진행하고, 팬들과 랜선 소통에 나서며 활동을 시작했다.
2023년 4월 22일에는 장애인의 날을 맞이하여 시각장애인 보컬리스트 '이아름'과의 듀엣곡 《When I Close My Eyes》를 SM STATION으로 발표했다.

### 2024-현재: 음악 프로듀서로서의 활동 강화
2023년 말 강타는 SM엔터테인먼트의 음악 퍼블리싱 자회사인 KMR에 'SMASHHIT'라는 CIC를 만들어 총괄 프로듀서를 맡았다. 2024년에는 김우진, 도영, 백지영, 진심누나 OST 등 다수의 곡 작업에 참여했다.